# معركة قطسيفون (198)
كانت معركة قطسيفون معركة بين الإمبراطوريتين الرومانية والفرثية. نجح الإمبراطور الروماني سيبتيموس سيفيروس، الذي واجه مقاومة شرسة، في نهب العاصمة الفرثية، كما قام بترحيل بعض سكانها.